# Pierre Vaisse
Pierre Vaisse, né en 1938, est un historien de l'art, français de naissance et aujourd'hui franco-suisse, professeur émérite de l'université de Genève. Spécialiste de la Renaissance allemande mais aussi de la peinture française du XIXe siècle, il a fondé la revue Histoire de l’art en 1988 et tenu la critique d'architecture du Figaro entre 1981 et 1989.

## Biographie
Ancien élève de l’École normale supérieure (Ulm), agrégé de lettres classiques, Pierre Vaisse a enseigné aux universités de Munich, de Bucarest, de Tübingen et de Wurtzbourg avant de devenir maître-assistant d’histoire de l’art moderne et contemporain à la Sorbonne. Sa thèse de doctorat porte sur La Troisième République et les peintres.
Professeur d’histoire de l’art contemporain aux universités de Lyon 2 puis de Paris-X-Nanterre, il rejoint celle de Genève en 1992.
Pierre Vaisse est chevalier de l'ordre des Arts et des Lettres.